# Lacajunte
Lacajunte é uma comuna francesa na região administrativa da Nova Aquitânia, no departamento Landes. Estende-se por uma área de 5,71 km². Em 2010 a comuna tinha 160 habitantes (densidade: 28 hab./km²).